# Roulette (sång)
"Roulette" är en låt skriven av Bruce Springsteen. Låten spelades in av Bruce Springsteen och E Street Band 1979, under inspelningarna till skivan The River (1980). Låten valdes dock bort och kom inte ut förrän 1988, då som en B-sida på singeln One Step Up. Den utkom även på samlingen Tracks (1998), som innehåller B-sidor och udda inspelningar från Springsteens katalog.
Roulette handlar om härdsmältan vid kärnkraftverket Three Mile Island i Harrisburg, Pennsylvania, den så kallade Harrisburgolyckan 28 mars 1979. Texten beskriver hur en familj flyr från sitt hem. Vid tiden pågick en het debatt om användningen av kärnkraft. 
I en intervju med tidningen Rolling Stone uppgav Springsteen att han ångrade beslutet att inte inkludera låten på The River (1980) och tillade: "Den skulle antagligen ha blivit en av höjdpunkterna på skivan." 
Under åren efter att Roulette släppts som B-sida 1988, har Springsteen kommit att framföra låten mer än fyrtio gånger under sina scenframträdanden.

## Medverkande
- Bruce Springsteen: sång, gitarr
- Roy Bittan: piano
- Clarence Clemons: saxofon, slagverk
- Danny Federici: orgel, glockenspiel
- Garry Tallent: bas
- Steven Van Zandt: gitarr, kör
- Max Weinberg: trummor[3]

## Fotnoter
1. ↑  Heylin, Clinton (2012). Springsteen Song by Song A Critical Look. New York, NY: Penguin Group (USA) Inc. Sid. 52–53. https://www.penguin.com/. Läst 13 december 2019.
2. 1 2  ”Songfacts Roulette”. Songfacts. https://www.songfacts.com/facts/bruce-springsteen/roulette.
3. 1 2  ”Roulette Brucebase”. Brucebase. http://brucebase.wikidot.com/song:roulette.
4. ↑  ”MusicBrainz Roulette”. MusicBrainz. https://musicbrainz.org/work/639c23e4-7a4a-49a3-af63-fa78ff786634.